# Нифантьев, Антон Владимирович
Антон Владимирович Нифантьев (19 сентября 1964, Свердловск) — советский и российский музыкант, певец, композитор, аранжировщик, звукорежиссёр, продюсер. Наиболее известен своим участием в группе «Чайф» в 1985—1990, 1991—1996 годах. Активно участвовал в деятельности Свердловского рок-клуба. Участник группы «Инсаров», группы Марии Зубковой «Лилит». Саунд-продюсер, аранжировщик и звукоинженер независимой студии звукозаписи «Panda-Music», возглавляет основанную им рок-группу «The Bottle Man».

## Биография
Антон Нифантьев родился 19 сентября 1964 года в Свердловске в семье служащих.

В пять лет его категорически отказались принять в музшколу, указав на полное отсутствие слуха, чувства ритма и прочих дарований. Мальчик Антон мирно рос и развивался вплоть до двенадцати лет, когда тётя принесла племяннику магнитофон «Комета» и штук сорок маленьких катушек с магнитной плёнкой. Там было всё: и Rolling Stones, и Deep Purple, и The Beatles… Много всего. «Я всю эту беду отслушал в каникулы, недели две слушал, и у меня крышу снесло» (Нифантьев). Только обёртки у катушек были перепутаны, и Антон спустя годы узнавал, что его Sparks — это на самом деле Slade, и наоборот. На слух знал, по имени — нет.— Л. Порохня. Чайфstory. М., Леан, 2001. Стр. 53
В 1978 закончил свердловскую среднюю школу № 104. Окончив 8 классов, играл в ансамбле института Уралгипротранс на басу.
В 1985—1987 поступил на подготовительное отделение Свердловского музыкального училища им. Чайковского по классу бас-гитары и контрабаса, проучился год без зачисления, затем год очно (преподаватель — Евгений Писак) и ушёл в связи с начавшейся гастрольной деятельностью в составе «Чайфа».
24 октября 1987 года принимал участие в одном из свердловских концертов «Поп-механики» Сергея Курёхина — во время представления «Переход Суворова через Нахимова». Несколько позже принимал участие в концертах Макса Ильина как участник его аккомпанирующей группы.
В 1990 году Нифантьев, создав собственную группу «Инсаров», ушёл из группы «Чайф», но в 1992 году вернулся. В феврале 1996 году окончательно покинул «Чайф» и вместе с женой Алиной воссоздал «Инсаров».
В 1998 году Нифантьев стал заниматься записью третьего альбома «Инсарова». Из-за августовского дефолта и последовавшего за ним финансового кризиса работа над альбомом не была завершена. Группа дала ещё несколько концертов и окончательно распалась.
В начале 2000-х брак Антона и Алины Нифантьевых распался. Нифантьева позже стала выступать с группой «Апрельский марш», а Нифантьев продолжил работать как участник группы «Лилит» и лидер кавер-бэнда «The Bottle Man». Параллельно с музыкой Нифантьев стал заниматься продюсированием и записью молодых уральских рок-групп.

## Дискография
Чайф
- 1987 — Дерьмонтин
- 1987 — Дуля с маком
- 1990 — Не беда
- 1993 — Дети гор
- 1994 — Оранжевое настроение
- 1995 — Концерт
- 1995 — Пусть всё будет так, как ты захочешь
- 1996 — Оранжевое настроение — II
- 2000 — Симпатии (часть треков)

Инсаров
- 1991 — Бритва (магнитоальбом, выпущен на CD в 1996 году)[9]
- 1996 — Другие города[2]

Лилит
- 2010 — Вместо солнца[10]

Курара
- 2012 — Шикарная жизнь (соавтор в треке 11 — «Курара Чибана»)[11][12]

Владимир Коровин
- 1997 — Гитарный клуб
- 2003 — Гитарный клуб II